# St.-Nikolaus-Kirche (Brokdorf)

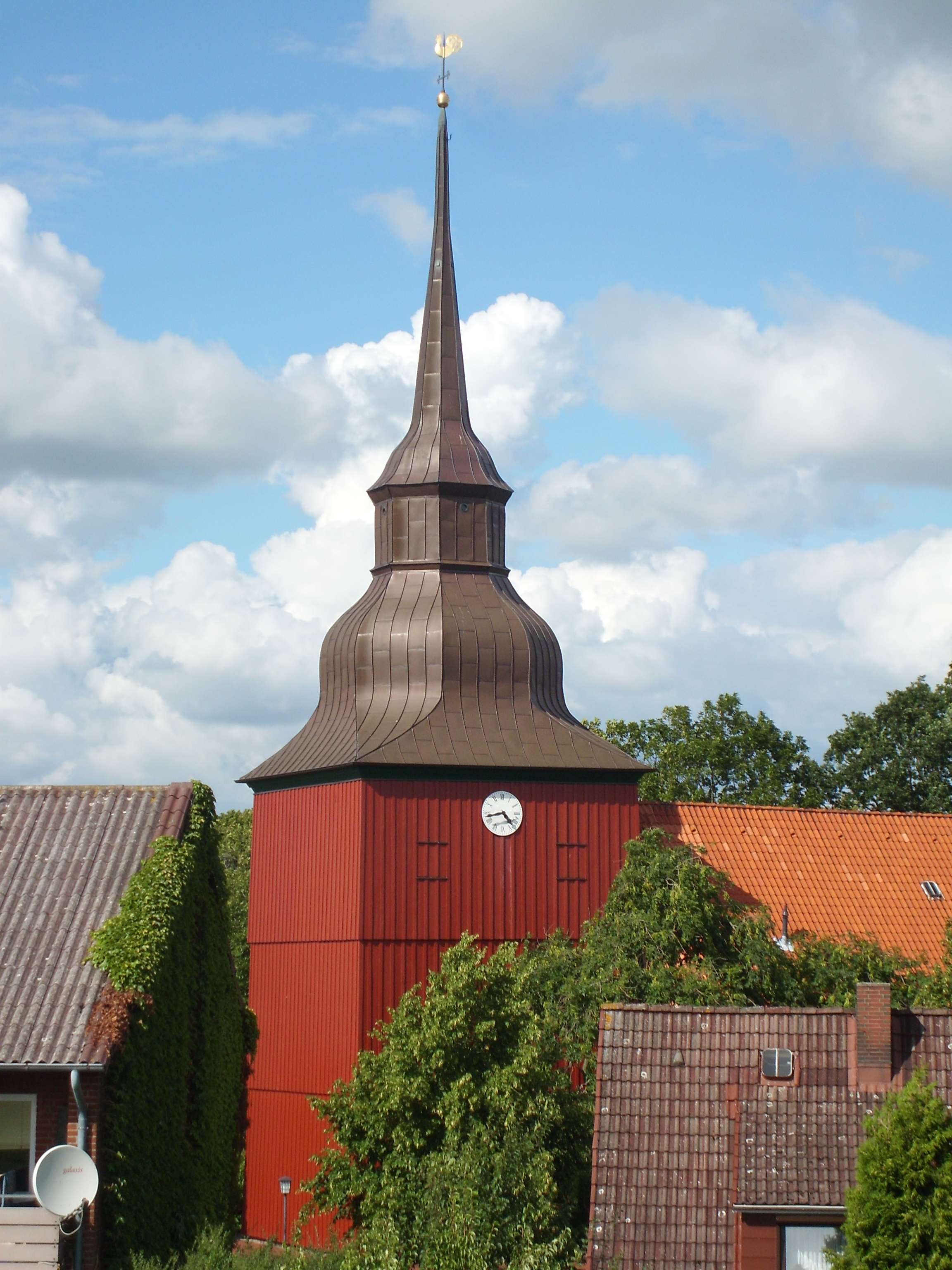
Die Kirche vom Elbdeich aus gesehen

Die St.-Nikolaus-Kirche (ⓘ) ist ein Kirchengebäude in Brokdorf.
Das Dorf ist urkundlich erstmals 1283 als Kirchdorf erwähnt; eine Kirche erstmals 1342. Bei einem schweren Unwetter 1648 stürzte der Kirchturm ein; 1741 wurde ein neuer Turm gebaut. 1763 musste dann die Kirche wegen Baufälligkeit neu gebaut werden; lediglich der Turm bestand als freistehender Turm fort. 1963 wurden im Rahmen einer Renovierung die Holzschindeln des Turmes durch Kupferplatten ersetzt und 1998 fand schließlich eine allgemeine Renovierung der Kirche statt.
Die Kirchengemeinde gehört heute zum Kirchenkreis Rantzau-Münsterdorf der Evangelisch-Lutherischen Kirche in Norddeutschland.